# NFPA 704
НФПА 704 је установила америчка Национална агенција за заштиту од пожара (National Fire Protection Association). То је стандардни систем за идентификацију опасности од материјала при интервенцијама код несрећа.

## Обележавање
НФПА 704 се обележава са четири различите боје. Плава боја указује на ниво опасности по здравље, црвена на запаљивост, жута на хемијску реактивност, а бела је за посебне кодове за јединствене опасности. Сваки од ових нивоа је оцењен на скали од 0 до 4, при чему 0 представља одсутност опасности а 4 представља веома велику опасност.

### Ризик по здравље
| Ризик по здравље (плаво поље) | Ризик по здравље (плаво поље)                                                                  |
| ----------------------------- | ---------------------------------------------------------------------------------------------- |
| Симбол                        | Значење                                                                                        |
| 0                             | Без посебне опасности.                                                                         |
| 1                             | Мали ризик. Маска за дисање се препоручује.                                                    |
| 2                             | Опасно! Обавезна маска за дисање и лакша заштитна одећа.                                       |
| 3                             | Веома опасно! Само под пуном заштитном опремом.                                                |
| 4                             | Изузетно опасно! Сваки контакт са испарењима или течностима да се избегне без посебне заштите. |

Примери: 0-Кикирики уље, 1-Терпентин, 2-Амонијак, 3-Хлор, 4-Цијановодоник

### Запаљивост
| Запаљивост (црвено поље) | Запаљивост (црвено поље)                          |
| ------------------------ | ------------------------------------------------- |
| Симбол                   | Значење                                           |
| 0                        | Нема опасности од паљења под нормалним условима.  |
| 1                        | Ризик од паљења може довести само при прегревању. |
| 2                        | Ризик од паљења долази при загревању.             |
| 3                        | Ризик од паљења под нормалним температурама.      |
| 4                        | Изузетно запаљиво на свим температурама.          |

Примери: 0-Вода, 1-Уљана репица, 2-Дизел гориво, 3-Бензин, 4-Бели фосфор

### Реактивност
| Реактивност (жуто поље) | Реактивност (жуто поље)                                                                                     |
| ----------------------- | --- |
| Симбол                  | Значење |
| 0                       | Без опасности при нормалним условима.                                                                       |
| 1                       | Постаје нестабилан када се загрева. Употребити заштитне мере.                                               |
| 2                       | Хемијске реакције могуће. Побољшане мере заштите.                                                           |
| 3                       | Ризик од експлозије при топлоти или тежим ударима. Формирати безбедносну зону.                              |
| 4                       | Велика опасност од експлозије. Формирати безбедносну зону. У случају пожара одмах евакуисати угрожене зоне. |

Примери: 0-Хелијум, 1-Фосфор, 2-Калцијум, 3-Флуор, 4-Тринитротолуол (ТНТ)

### Посебне напомене
| Посебне напомене (бело поље) | Посебне напомене (бело поље)           | Посебне напомене (бело поље) |
| ---------------------------- | -------------------------------------- | ---------------------------- |
| Симбол                       | Значење                                | Класа хемијског једињења     |
| (празно)                     | Вода за гашење је дозвољена            | -                            |
| W                            | Не користити воду за гашење            | Класа 4.3                    |
|                              | Материјал делује оксидирајуће          | Класа 5.1                    |
|                              | Материјал је киселина                  | Класа 8                      |
|                              | Материјал је база                      | Класа 8                      |
|                              | Материјал је корозиван                 | Класа 8                      |
|                              | Материјал је биолошки опасан (заразан) | Класа 6.2                    |
|                              | Радиоактивна супстанца                 | Класа 7                      |